# Ernemont-la-Villette
Ernemont-la-Villette är en kommun i departementet Seine-Maritime i regionen Normandie i norra Frankrike. Kommunen ligger i kantonen Gournay-en-Bray som tillhör arrondissementet Dieppe. År 2022 hade Ernemont-la-Villette 210 invånare.

## Befolkningsutveckling
Antalet invånare i kommunen Ernemont-la-Villette
| Referens: INSEE |